# OFKロコモティフ・ゴルナ・オリャホヴィツァ
OFKロコモティフ・ゴルナ・オリャホヴィツァ（ОФК Локомотив Горна Оряховица）は、ブルガリアのゴルナ・オリャホヴィツァをホームタウンとするサッカークラブである。

## 歴史
クラブは1932年にジェレズニチャルスキ・スポルテン・クルブ（鉄道スポーツクラブ）として創設された。1945年にロコモティフに改称された。1947年と1987年にソビエト・アーミー・カップの準決勝に進出したが、共にレフスキ・ソフィアに敗れた。1963年にBグループ北地域で優勝し、Aグループに初参加したが、1シーズンで降格した。1987年に24シーズンぶりとなるAグループに昇格し、8シーズン連続で参加した。1992年にインタートトカップに参加し、グループの勝者となった。
1993-94シーズンはニコラ・ヴェルコフ監督の下で8位になった。しかし、クラブは財政問題を抱え、最終的にVグループまで降格した。2004年にBグループに昇格したが、1シーズンでVグループに降格した。Vグループで9シーズンを過ごした後、2014年にBグループに昇格した。
2016年、Aグループから新しくファーストリーグとなったトップディビジョンのメンバーに選ばれた。

## タイトル

### 国内タイトル
- セカンドリーグ：1回
  - 1962-63
- サードリーグ：1回
  - 1984-85, 2004-05, 2023-24

## 欧州の成績
| シーズン | 大会               | ラウンド   | 対戦相手                   | ホーム | アウェー | 合計 |     |
| -------- | ------------------ | ---------- | -------------------------- | ------ | -------- | ---- | --- |
| 1992     | インタートトカップ | グループ10 | ロコモティフ・ソフィア     | 1–0    | 0–0      | 1-0  | 1位 |
| 1992     | インタートトカップ | グループ10 | アルジェシュ・ピテシュティ | 2–0    | 0–5      | 2-5  | 1位 |
| 1992     | インタートトカップ | グループ10 | ラピド・ブカレスト         | 2–0    | 1–1      | 3-1  | 1位 |

## 歴代所属選手
- イヴァイロ・ヨルダノフ 1989-1991
- 黒木晃賢 2018